# Country House (galopphäst)
Country House, född 8 maj 2016, är ett engelskt fullblod som tävlade mellan 2018 och 2019. Han tränades under hela tävlingskarriären av Bill Mott och reds oftast av Flavien Prat. Han är känd för att ha segrat i 2019 års upplaga av Kentucky Derby, efter att Maximum Security blivit diskvalificerad för trängning.

## Karriär
Country House började tävlade i oktober 2018 och sprang totalt in 2,1 miljoner dollar på 7 starter, varav 2 segrar, 2 andraplatser och 1 tredjeplats. Han tog sin största seger i Kentucky Derby (2019). Han segrade även i Haskell Stakes (2020) och Breeders' Cup Classic (2020).
Country Houses första löp var ett gräslöp på Belmont Park den 6 oktober 2018, där han aldrig hade chans att segra. Country House vann sitt första lopp i sin tredje start, ett specialviktslöp på Gulfstream Park den 17 januari 2019. Efter sin första seger köpte LNJ Foxwoods in sig som ägare. Han slutade på andraplats i Risen Star, trea i Arkansas Derby och fyra i Louisiana Derby.
I Kentucky Derby den 4 maj 2019 korsade Maximum Security mållinjen först, men bedömdes ha hindrat War of Will och Long Range Toddy då han trängt sig ut. Som ett resultat diskvalificerades Maximum Security och Country House, som hade passerat mållinjen som tvåa, utsågs till segrare.
Den 7 maj 2019 meddelades det att Country House inte skulle starta i Preakness Stakes, på grund av att hans tränare upptäckt ett virus. Detta var första gången sedan 1996 som en Kentucky Derby-segrare inte startade i Preakness Stakes.

### Som avelshingst
Country House utvecklade en rad åkommor som ledde till att han pensionerades från tävlingskarriären. Country House stallades upp på Darby Dan Farm i Lexington, Kentucky under 2021.